# Gustaf Rydberg
Pour les articles homonymes, voir Rydberg.
Gustaf Rydberg, né le 13 septembre 1835 à Malmö, mort le 11 octobre 1933 dans la même ville, est un artiste peintre suédois de paysages.

## Biographie

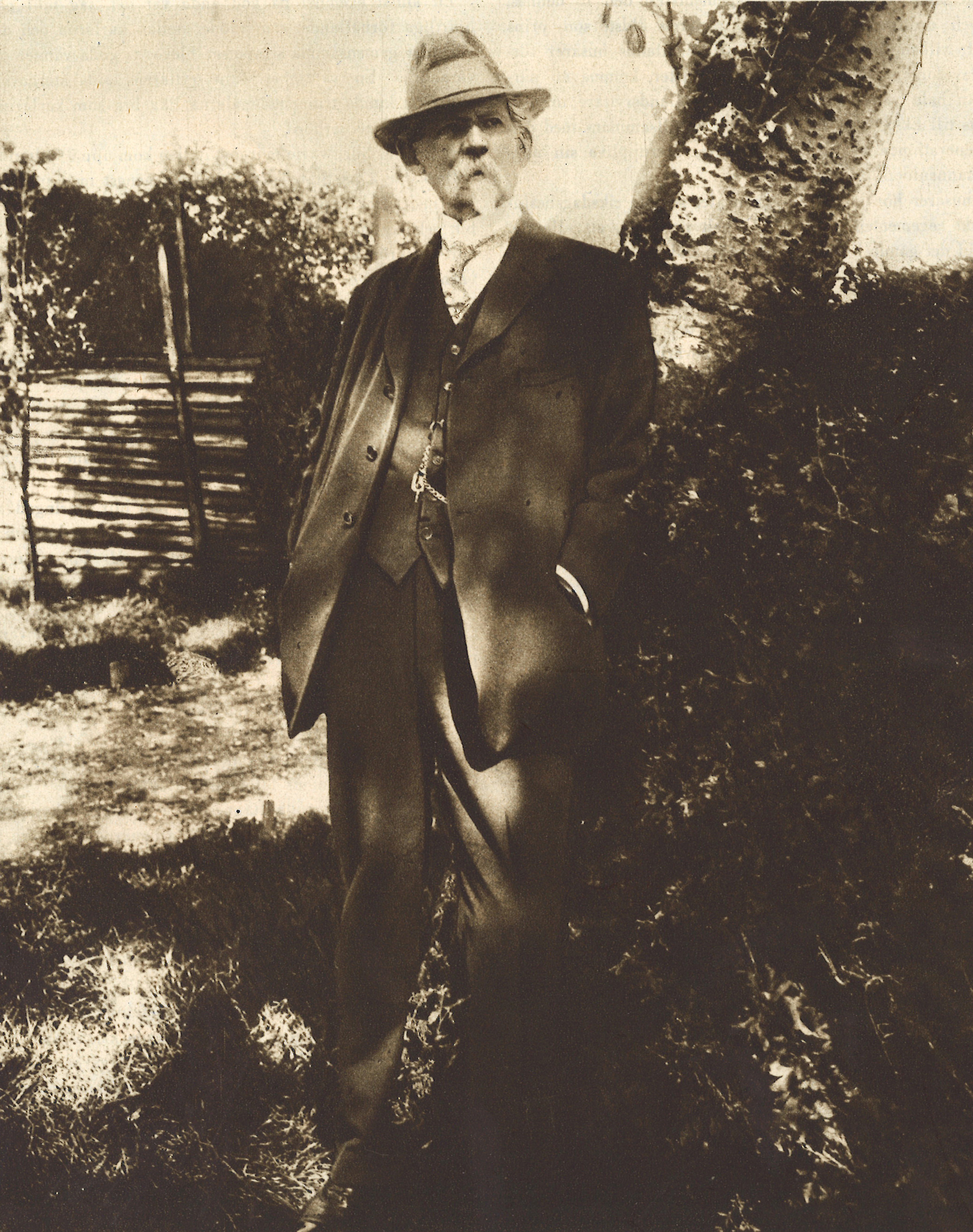
Gustaf Rydberg en 1925.

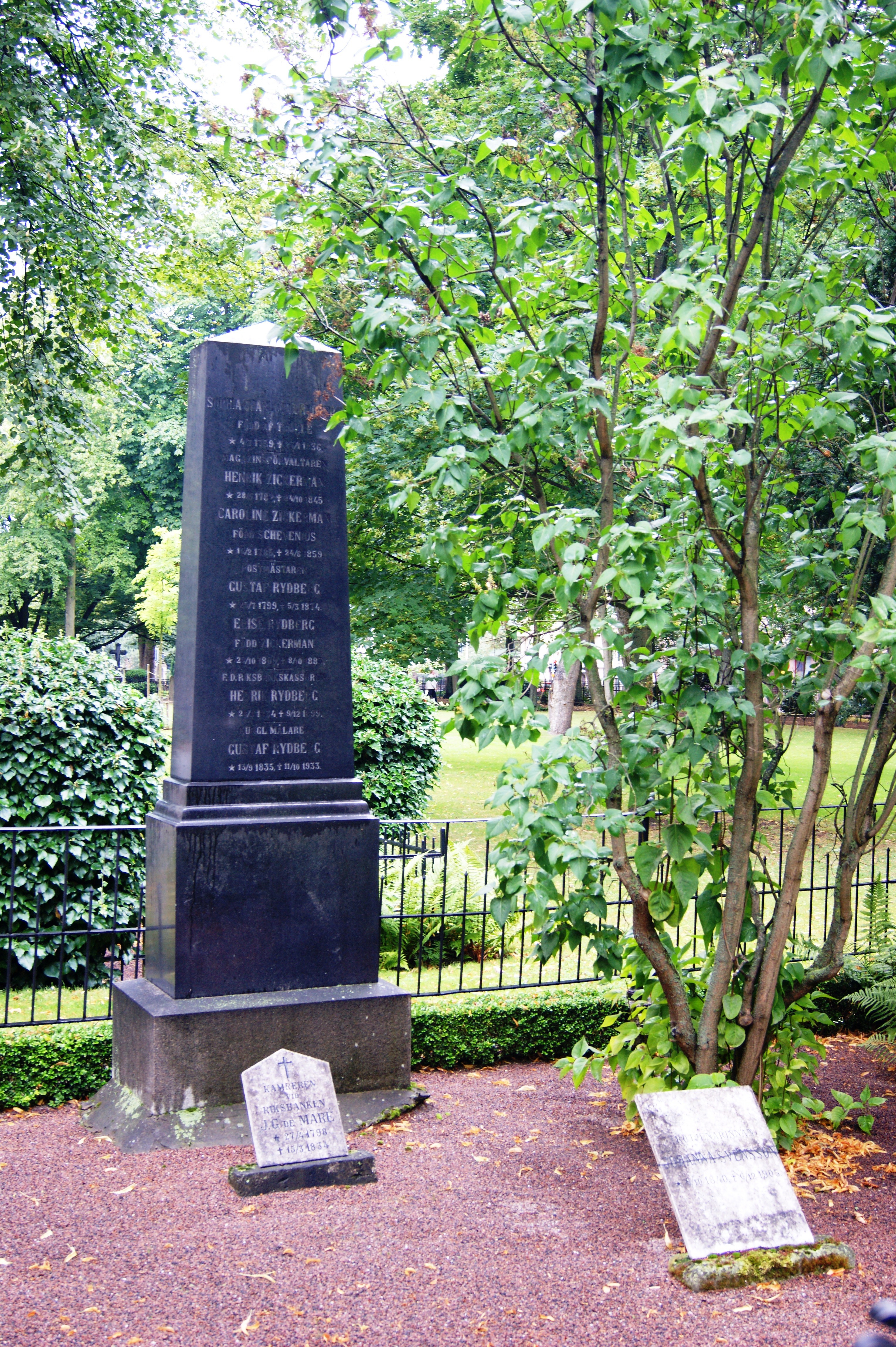
Pierre tombale de plusieurs personnes dont Gustaf Rydberg.

Gustaf Rydberg est né le 13 septembre 1835 à Malmö,.
Il a logé avec et était un élève du peintre de paysage danois Frederik Christian Kiærskou (1805-91), et en même temps il a étudié à l'Académie des beaux-arts à Copenhague (1852-1855). En 1857, il s'installe à l'Académie royale des arts de Suède à Stockholm. Comme plusieurs autres artistes suédois de sa génération, il a étudié à l'Académie des beaux-arts de Düsseldorf (1859-1864). Son professeur était le norvégien Hans Gude, qui était professeur de peinture de paysage.
Son travail est influencé par Corot et par les impressionnistes. Il est particulièrement connu pour ses paysages de la région de Skåne en Suède.
Il est mort le 11 octobre 1933 à Malmö,.
Il est inhumé dans le cimetière Gamla kyrkogården.

## Œuvres

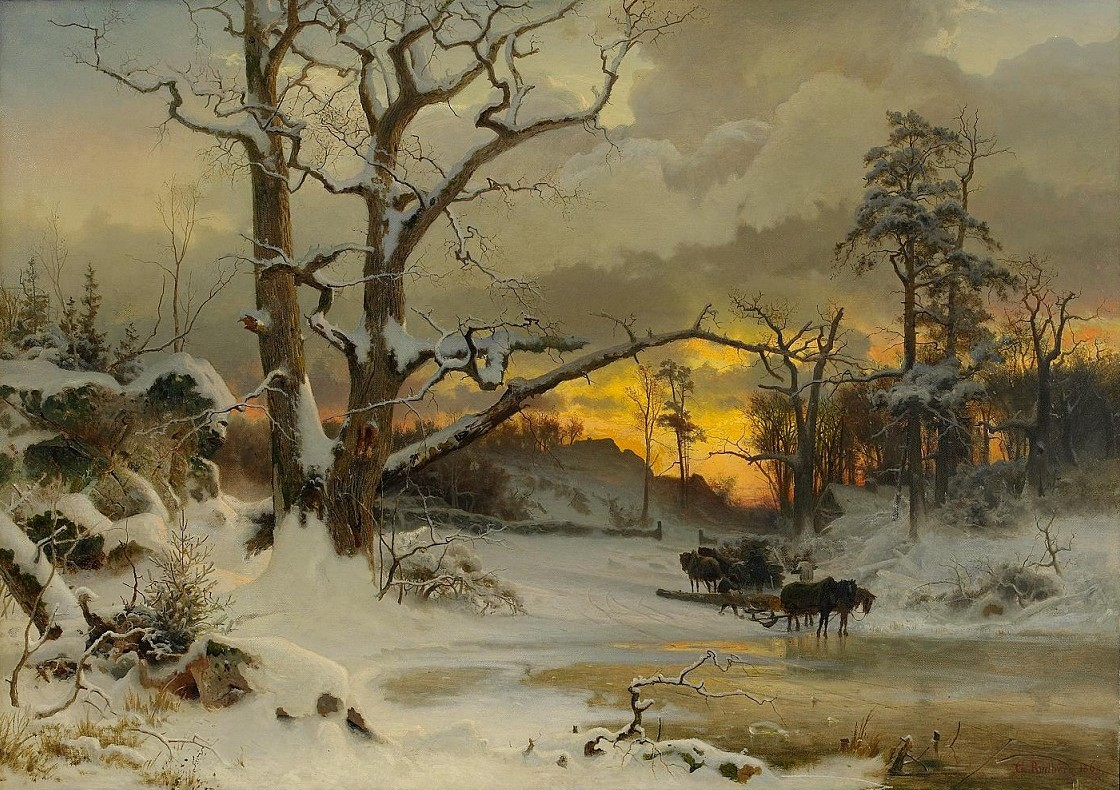
Vinterlandskap med hästfora, 1868
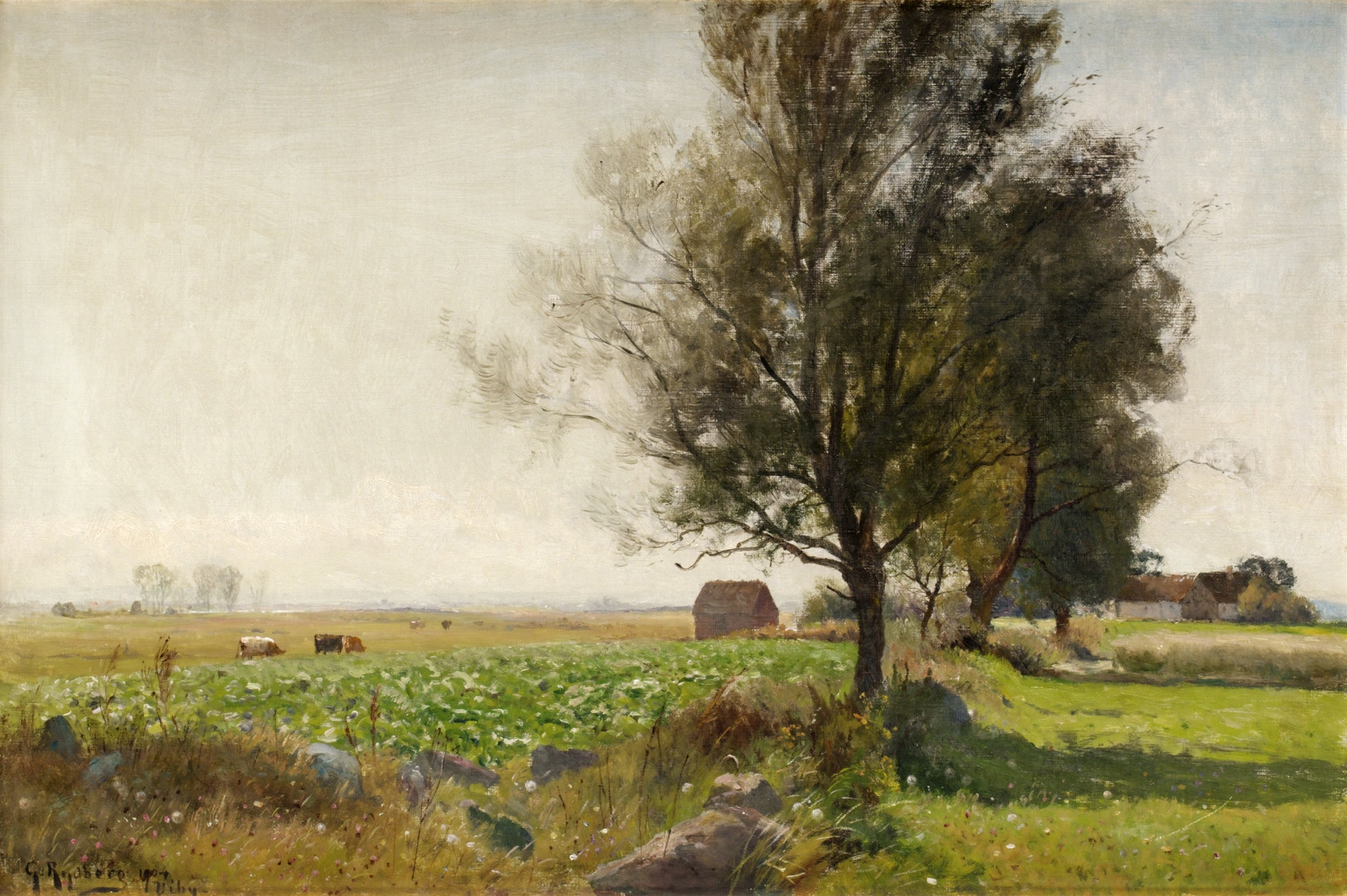
Pilvall och kålfält, motiv från Viby, 1904
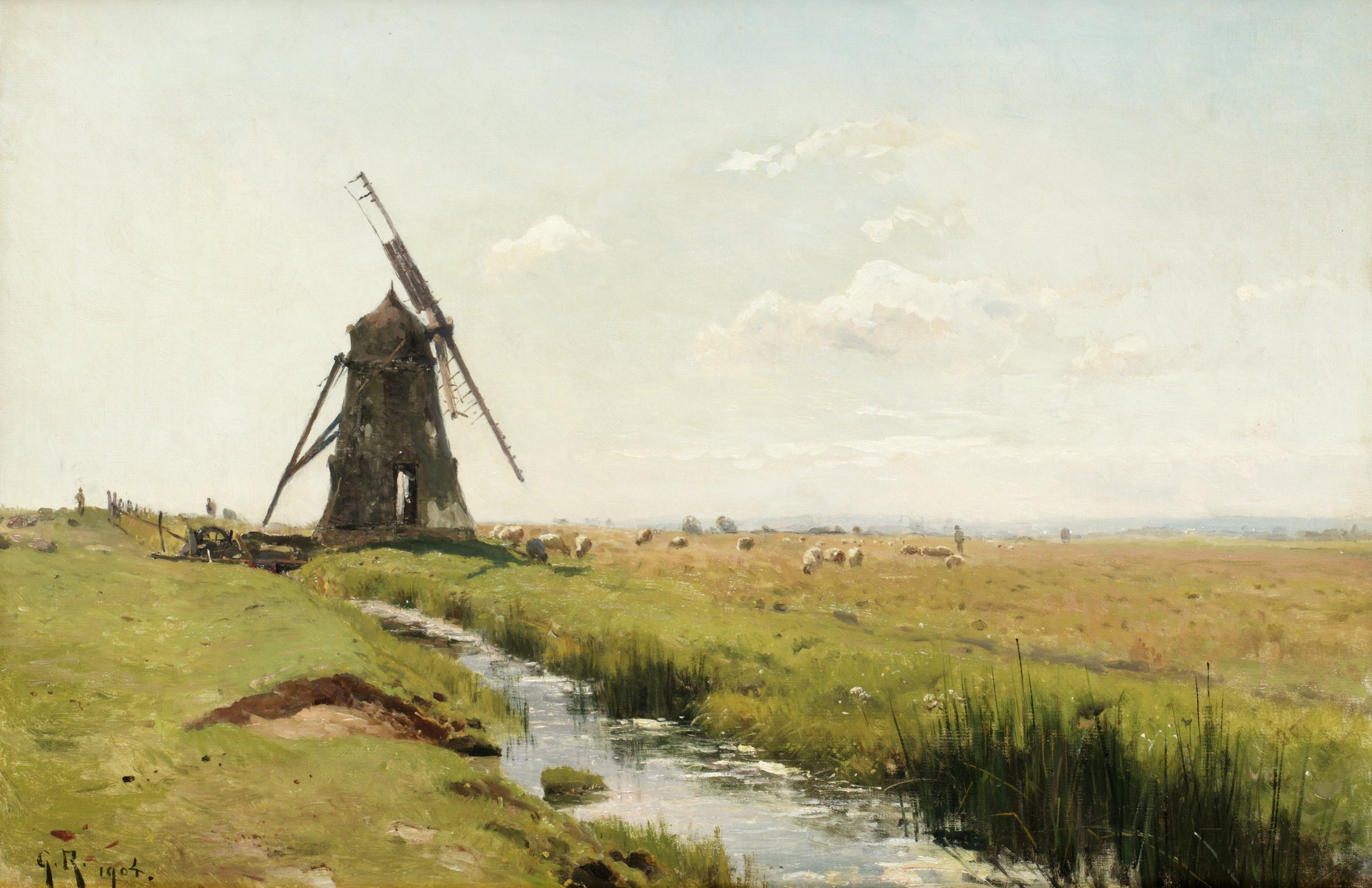
Möllan' på slätten, 1904
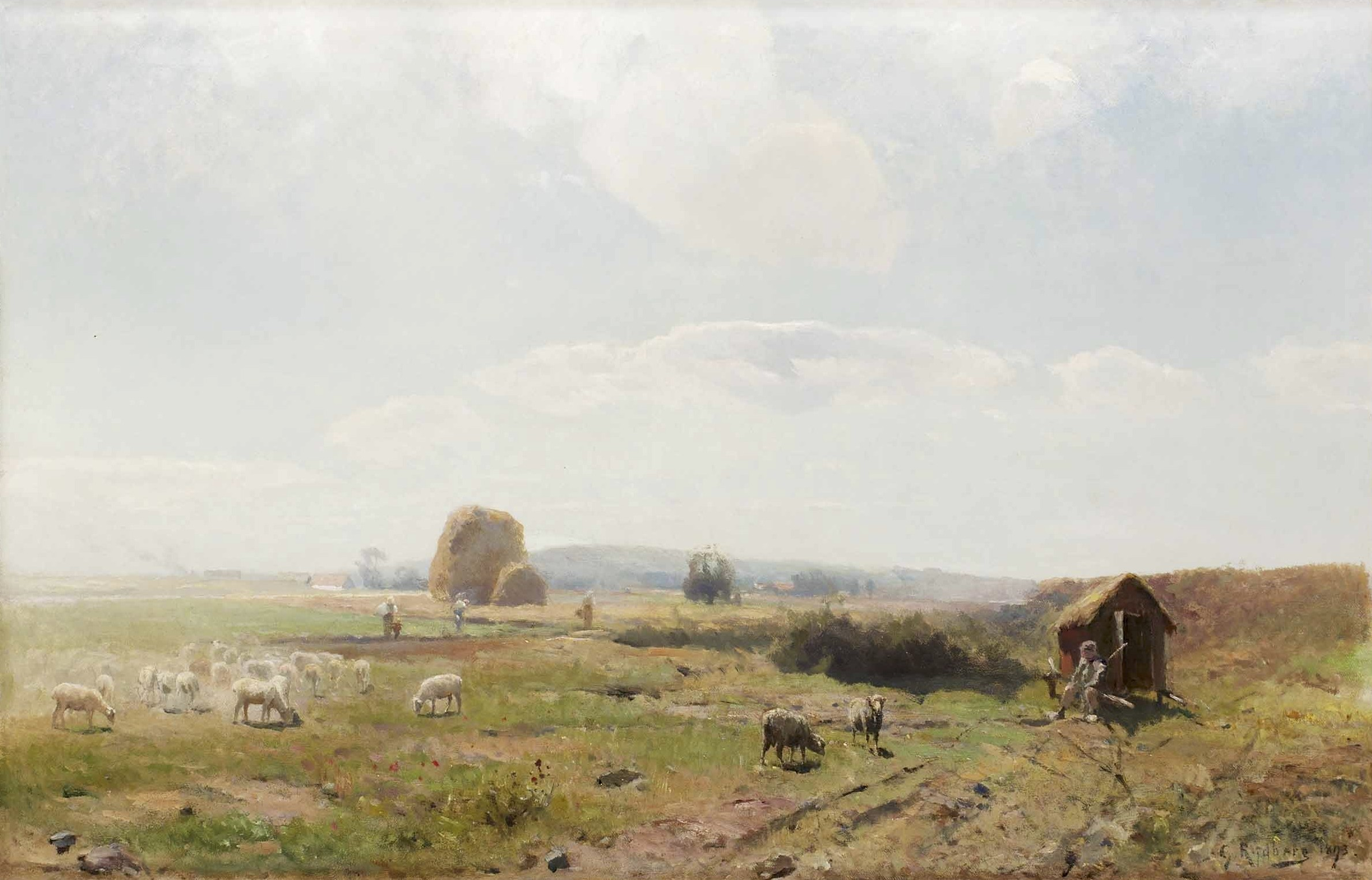
Från Ramlösa med Helsingborg i bakgrunden
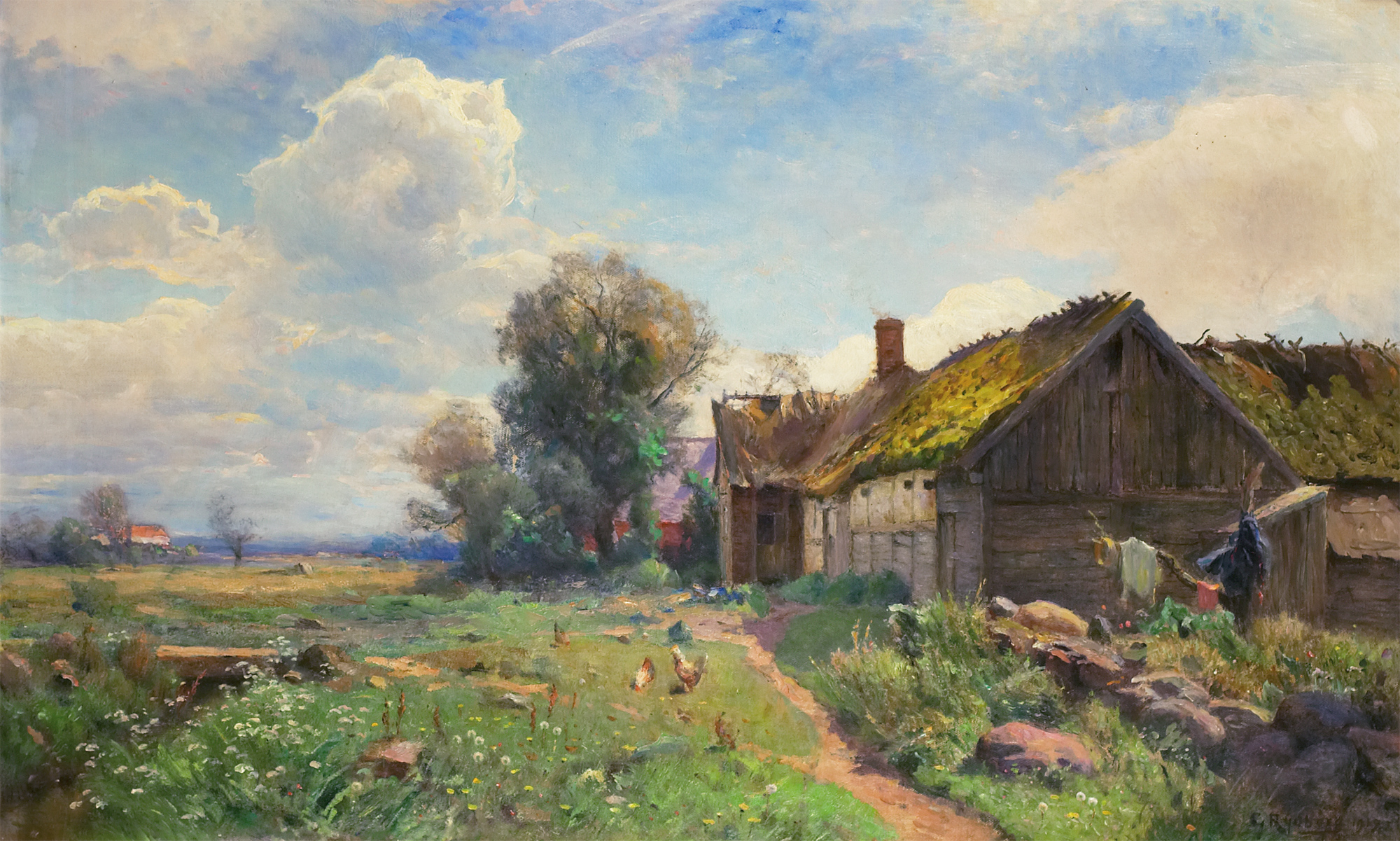
Billingestugan, 1919